# Association internationale des Jeux des maîtres
L’association internationale des Jeux des maîtres (International Masters Games Association abrégé IMGA) est une organisation non gouvernementale fédérant les Jeux européens des maîtres, les Jeux mondiaux des maîtres et les Americas Masters Games.